# Pyongyang Sports Club
Il Pyongyang Sports Club (in coreano 평양시체육단) è una società calcistica nordcoreana con sede a Pyongyang. Essendo una società sportiva del Partito del Lavoro di Corea, è la più grande tra quelli non affiliati a un Ministero dello Stato.
È un'organizzazione dedita a molte attività sportive con diverse sezioni, tra le quali la più popolare è quella del calcio. La squadra maschile gioca nella DPR Korea League, il più alto campionato calcistico in Corea del Nord.
Il soprannome della squadra è Chollima, nonostante questo venga utilizzato nel resto del mondo per indicare la nazionale nordcoreana. Tuttavia nelle cronache sportive locali, con "squadra di calcio Chollima" o "Chollima" viene intesa solo il Pyongyang City.
Il principale rivale del club è l'April 25 e ogni partita disputata tra le due squadre viene chiamata "la stracittadina di Pyongyang".

## Storia
L'organizzazione venne fondata da Kim Il-sung il 30 aprile del 1956.
Nell'ottobre del 1971, vennero assorbiti le società sportive Moranbong e Rodongja.

## Organico

### Rosa
| N. |                           | Ruolo | Calciatore       |
| -- | ------------------------- | ----- | ---------------- |
| 1  | Corea del Nord (bandiera) | P     | Pak Kwang-yong   |
| 22 | Corea del Nord (bandiera) | P     | Ri Myong-dok     |
| 31 | Corea del Nord (bandiera) | P     | Ri Pyong-chol    |
| 39 | Corea del Nord (bandiera) | P     | Ri Myong-guk     |
| 7  | Corea del Nord (bandiera) | D     | Mun Song-ho      |
| 8  | Corea del Nord (bandiera) | D     | Choe Nam-il      |
| 11 | Corea del Nord (bandiera) | D     | Kim Kuk-chin     |
| 16 | Corea del Nord (bandiera) | D     | Song Tae-il      |
| 16 | Corea del Nord (bandiera) | D     | So Hyok-chol     |
| 4  | Corea del Nord (bandiera) | D     | Han Sun-il       |
| 27 | Corea del Nord (bandiera) | D     | Hwang Myong-chol |
| 23 | Corea del Nord (bandiera) | D     | Kim Song-hak     |

| N. |                           | Ruolo | Calciatore     |
| -- | ------------------------- | ----- | -------------- |
| 5  | Corea del Nord (bandiera) | C     | Kim Kwang-song |
| 8  | Corea del Nord (bandiera) | C     | Ja Hyok-chol   |
| 15 | Corea del Nord (bandiera) | C     | Jong Ho-byon   |
| 3  | Corea del Nord (bandiera) | C     | Jang Chol      |
| 18 | Corea del Nord (bandiera) | C     | Ri Yong-gwang  |
| 28 | Corea del Nord (bandiera) | C     | Ri Chol-myong  |
| 2  | Corea del Nord (bandiera) | A     | Pak Song-il    |
| 25 | Corea del Nord (bandiera) | A     | Yu Ju-hak      |
| 17 | Corea del Nord (bandiera) | A     | So Tae-jong    |
| 14 | Corea del Nord (bandiera) | A     | An Hyok-il     |

### Allenatori
- Ri Chang-hun (2011–2012)[4]
- Choe Yong-son (2012–2013)[5]
- Ri Jong-man (2013–oggi)[3]

## Palmarès

### Competizioni nazionali
- Campionato di calcio della Corea del Nord: 5

1991, 2004, 2005, 2007, 2009
- Premio Paektusan: 2

Primo posto:2007
Terzo posto:2016
- Premio Torcia Pochonbo: 4

Primo posto: 2015
Secondo posto: 2010
Terzo posto: 2005
SF 2014
- Campionato Repubblicano: 1

Primo posto: 2004

### Tornei internazionali
- IFA Shield: 1

Secondo posto: 1973